# Brunnvasseltjärnen
Brunnvasseltjärnen är en sjö i Mora kommun i Dalarna och ingår i Dalälvens huvudavrinningsområde. Sjön har en area på 0,125 kvadratkilometer och ligger 207,2 meter över havet. Sjön avvattnas av vattendraget Brunnvasselån.

## Delavrinningsområde
Brunnvasseltjärnen ingår i det delavrinningsområde (676456-144587) som SMHI kallar för Mynnar i Ickån. Medelhöjden är 227 meter över havet och ytan är 17,88 kvadratkilometer. Räknas de 3 avrinningsområdena uppströms in blir den ackumulerade arean 50,31 kvadratkilometer. Brunnvasselån som avvattnar avrinningsområdet har biflödesordning 3, vilket innebär att vattnet flödar genom totalt 3 vattendrag innan det når havet efter 303 kilometer. Avrinningsområdet består mestadels av skog (62 procent) och sankmarker (25 procent). Avrinningsområdet har 0,12 kvadratkilometer vattenytor vilket ger det en sjöprocent på 0,7 procent.